# آيت أحسن (آيت عادل)
آيت أحسن هي إحدى مشيخات المملكة المغربية، تتبع جغرافيا لإقليم الحوز وإداريًا لآيت عادل. يقدر عدد سكانها بـ 3869 نسمة حسب الإحصاء الرسمي للسكان والسكنى لسنة 2004.